# Czarci Gon
Czarci Gon lub Diabli Zjazd – zbocze w południowo-zachodniej Polsce w Sudetach Wschodnich, w Masywie Śnieżnika.

## Położenie i opis
Zbocze Czarci Gon, położone jest w Sudetach Wschodnich, na terenie Śnieżnickiego Parku Krajobrazowego w środkowo-wschodniej części Masywu Śnieżnika, na wschód od partii szczytowej Śnieżnika, na wysokości około 1200–1290 m n.p.m.
Charakterystyczne, urzeźbione, wschodnie zbocze Śnieżnika, stromo opadające w kierunku wschodnim w stronę rzeki Kamienicy. W zbocze zbudowane z gnejsowych skał, metamorfiku Lądka i Śnieżnika wcinają się słabo wykształcone nisze niwialne w kształcie lejów: Lej Wielki, Lej Średni i Lej Mały, stanowiące naturalne obniżenie stoku. Górna część zbocza powyżej poziomu 1200 m n.p.m. położona jest na obszarze Rezerwatu przyrody "Śnieżnik Kłodzki".
Zbocze zajmuje rzadki dolnoreglowy las świerkowy z domieszką buka, jodły, sosny a  górną część zajmują wysokogórskie łąki porośnięte wysokimi trawami. Las w latach 80. XX wieku podczas klęski ekologicznej został częściowo zniszczony. Na zboczu występują liczne głazy.

## Inne
W południowej części stoku na wysokości granicy rezerwatu przyrody "Śnieżnik Kłodzki" w przeszłości znajdował się górski schron Owczarnia dla bydła i pasterzy, po którym pozostały ruiny, a dalej w północnej części znajduje się Chatka pod Śnieżnikiem.